# Felix Dvorak

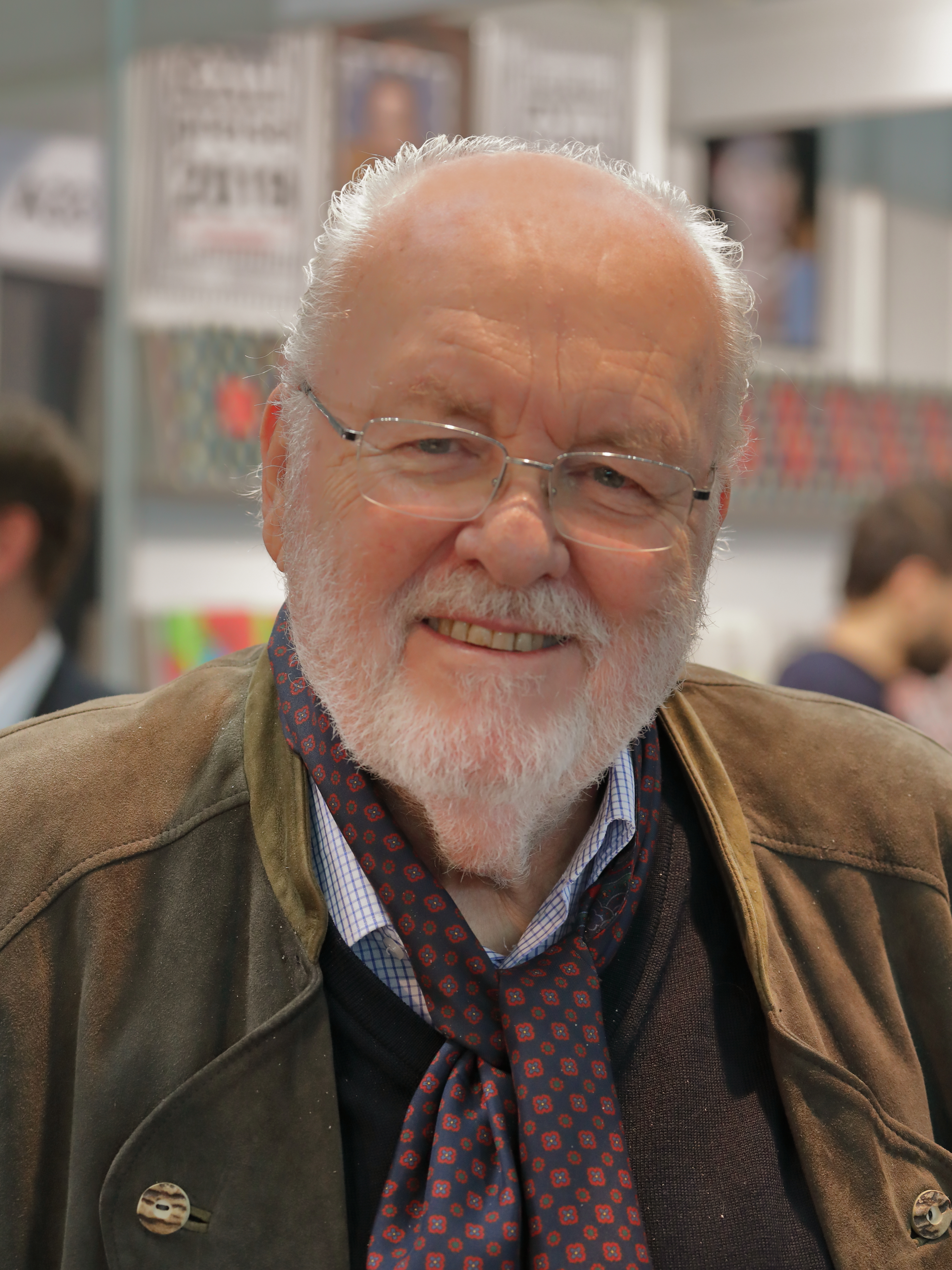
Felix Dvorak (2019)

Felix Dvorak (* 4. November 1936 in Wien) ist ein österreichischer Schauspieler, Kabarettist, Intendant und Schriftsteller.

## Leben und Wirken
Der Urgroßneffe des tschechischen Komponisten Antonín Dvořák durchlief auf Wunsch seines Vaters zunächst eine Konditor-Lehre. Danach folgte er seiner Berufung als Schauspieler und ersetzte 1961 den scheidenden Helmut Qualtinger in Gerhard Bronners Kabarettensemble sowie 1962 Fritz Riha im „Wiener Werkel“. Es folgten an fast allen Wiener Bühnen Auftritte, die Dvorak zu einem Publikumsliebling werden ließen. Er spielte in Stücken von Franz Molnár, Johann Nestroy, Ferdinand Raimund, Molière, in Musicals wie My Fair Lady und Operetten wie Die Fledermaus.
Seinen Durchbruch am Wiener Theater feierte Dvorak mit der Darstellung des k.u.k. Scharfrichters Josef Lang am Theater in der Josefstadt.
Für das Fernsehen war Dvorak als Schauspieler, als Autor und als Moderator von Unterhaltungssendungen (darunter Cabaret-Cabaret, Österreich hat immer Saison, Tritsch-Tratsch und Wer A sagt) tätig. Berühmt sind vor allem seine Sprachparodien. Damit gastierte er  auch im Crazy Horse Saloon in Paris und im MGM Grand Hotel in Las Vegas.
Seine Fernsehproduktion Flohmarkt Company, die er mit Peter Lodynski, der auch Regie führte, schrieb, erhielt beim TV-Festival in Montreux die Goldene Rose, den Chaplin-Preis und den Prix de la Presse. Die satirische TV-Show Mad in Austria, die er allein schrieb (Regie: Herbert Grunsky) und deren Hauptdarsteller er selber war, bekam die Bronzene Rose von Montreux sowie den Chaplin-Preis und wurde außerdem für den Auslands-Emmy nominiert. Dem deutschen Fernsehpublikum ist Dvorak vor allem als Partner von Eddi Arent in der ARD-Sketchserie Es ist angerichtet (Erstausstrahlung 1983) bekannt.
Felix Dvorak war von 1989 bis 2010 Intendant des Stadttheaters Berndorf, zwölf Jahre lang der Komödienspiele Mödling und von 2006 bis 2011 des Schloss-Weitra-Festivals. Er ist auch Bühnenautor, schrieb mehrere Bücher (darunter Humor kennt keine Grenzen und Küss die Hand, Herr Hofrat). 2006 erschien die zwölf Komödien umfassende dreibändige Ausgabe seiner Theaterstücke, die 2009 um einen vierten Band erweitert wurde.
Im Herbst 2010 erschien bei Amalthea sein Bestseller Sternstunden des Humors. Zu seinem 75. Geburtstag wurde Dvoraks im selben Verlag erschienene Autobiographie Überlebenslauf präsentiert. Ende Juli 2013 kam, wieder im Amalthea-Verlag, Wer zuerst lacht, lacht am längsten heraus. Im Oktober 2015 folgte A Hetz und a Gaudi. 2019 kam bei Ueberreuter sein Erinnerungsbuch Himmelhoch jauchzend und niemals betrübt auf den Markt. 2020 erschien So lacht die Welt. Darüber hinaus gibt es Plattenaufnahmen und Videos von und mit Dvorak.
Felix Dvorak war ab 1961 mit seiner Frau Elisabeth verheiratet. Die beiden haben zwei Töchter. Die eine, Daniela Karmela, ist mit dem Journalisten und Autor Georg Markus verheiratet. Die andere, Katja Tatjana Löwy, ist mit dem Landschaftsarchitekten Thomas Löwy verheiratet. Elisabeth Dvorak starb im Sommer 2021 kurz vor dem 60. Hochzeitstag.
2013 wurde Dvoraks 60-jähriges Bühnenjubiläum gefeiert, zu dem ihm Bundespräsident Heinz Fischer persönlich gratulierte.
Dvorak wohnt in Neustift am Walde in Wien und in Italien auf der Isola di Albarella im Podelta in Venezien.

## Auszeichnungen
- 1971: Goldene Rose von Montreux: Preis der Presse und Spezialpreis der Stadt Montreux für Lodynski’s Flohmarkt Company
- 1975: Bronzene Rose, „Preis der Stadt Montreux“ und Emmy-Nomination für „Mad in Austria“
- 1987: Silbernes Ehrenzeichen für Verdienste um das Land Wien
- 1992: Goldenes Ehrenzeichen für Verdienste um das Land Wien
- 1996: Berufstitel Professor
- 2002: Großes Ehrenzeichen für Verdienste um das Bundesland Niederösterreich
- 2007: Goldene Ehrenmedaille der Bundeshauptstadt Wien
- 2011: Ehrenplakette des Landes Niederösterreich in Gold
- 2013: Goldener Rathausmann der Stadt Wien
- 2016: Großes Goldenes Ehrenzeichen für Verdienste um das Bundesland Niederösterreich
- 2017: Verleihung des Berufstitels Kammerschauspieler[1]

## Filmografie (Auswahl)
- 1968: 69 Liebesspiele
- 1968: Immer Ärger mit den Paukern
- 1970: Unsere Pauker gehen in die Luft
- 1971: Hochwürden drückt ein Auge zu
- 1974: Einen Jux will er sich machen – Regie: Karl Paryla
- 1978: Himmel, Scheich und Wolkenbruch (auch Drehbuch)

## Bühnenwerke (Auszug)
- Boccaccio (Neufassung der Operette für die Wiener Volksoper)
- Luftgeschäfte (Schwank)
- Moral (Komödie)
- Techtelmechtel (Komödie)
- Wie du mir, so ich dir (Komödie)
- Eine feine Familie (Volksstück)
- Halali (Schwank)
- So ein Theater (Komödie)
- Kirchfeld (Volksstück)
- Die Kinder (Komödie)
- Charleys Tante (Schwank)

## Bücher von Dvorak
- … über Dicke. Ab- und Zunehmen. Luzern, Frankfurt am Main 1979.
- Humor kennt keine Grenzen I.
- Humor kennt keine Grenzen II.
- Küss die Hand, Herr Hofrat und andere Satiren aus Österreich. Wien 1989.
- Felix Dvoraks Witzekiste. Wien, München, Zürich 1993.
- Dworschak heißt man nicht. Eine österreichische Familienchronik. St. Pölten, Wien 1994.
- Stadttheater Berndorf: Das hundertjährige Wunder. Wien 1998.
- Theaterstücke I. Wien 2006.
- Theaterstücke II. Wien 2006.
- Theaterstücke III. Wien 2006.
- Theaterstücke IV. Wien 2009.
- Sternstunden des Humors. Wien 2010.
- Überlebenslauf. Wien 2011.
- Wer zuerst lacht, lacht am längsten. Wien 2013.
- A Hetz und a Gaudi. Wien 2015.
- Himmelhoch jauchzend und niemals betrübt. Aus dem Leben eines Komödianten, Ueberreuter, Wien 2019, ISBN 978-3-8000-7739-7.
- So lacht die Welt. Eine humorvolle Reise um den Globus. Amalthea 2020